# Juan de Jaso

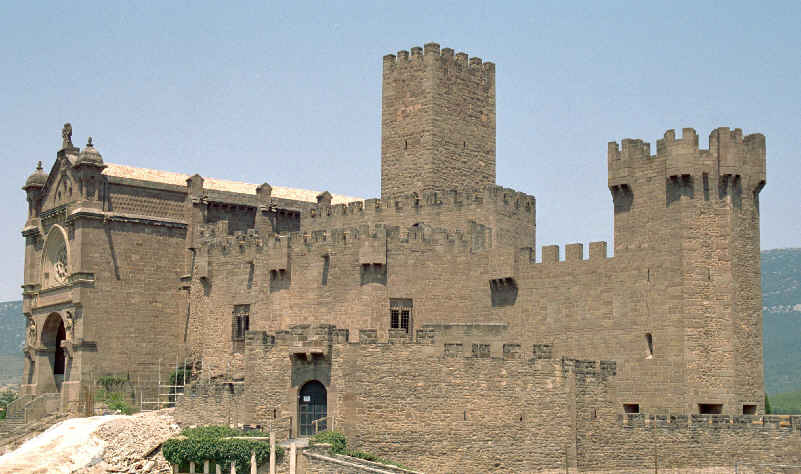
Castillo de Javier.

Juan de Jasso y Atondo o Juan Périz de Jatsu (c. 1455, Reino de Navarra - 16 de octubre de 1515, Castillo de Javier, Reino de Navarra), señor de Idocín, Zozoya, Subiza, de los Palacios de Jasso, Esparza, Zariquegui, etc., fue un jurista y noble navarro de linaje agramontés, que ocupó el cargo de presidente del Consejo Real del Reino de Navarra durante el reinado de Catalina de Foix y Juan III de Albret, a cuyo bando perteneció durante la Conquista de Navarra. Fue el padre de San Francisco Javier.

## Biografía
Se cree que pudo haber nacido en Pamplona, aún siendo oriundo de San Juan de Ultrapuertos. Fue el hijo primogénito de Arnalt Périz de Jasso, II señor de Zozoya y de Subiza, tesorero y contador mayor del pretendiente Carlos de Aragón, príncipe de Viana, al trono de Navarra, pasando luego al servicio de su padre, el rey Juan II de Aragón (por tanto al partido agramontés), y de Guillermina de Atondo y Ruiz de Esparza, hija de los señores de Idocín, señorío que pasaría más tarde al propio Juan de Jasso, quien recibió asimismo mayorazgo sobre los palacios de Jasso, Esparza y Zariquegui.  Su hermano menor, Pero Périz de Jasso, recibió el mayorazgo sobre los palacios de Sagüés y Gazólaz, así como las casas de Echeandía y Cocinategui en San Juan de Ultrapuertos Según la ejecutoria de nobleza de sus hijos, su familia era infanzona de la Tierra de Cisa, origen del señorío y palacio de Jaxu.
Se trasladó a Bolonia a estudiar como colegial de San Clemente de los Españoles, obteniendo el Doctor en Derecho Canónico por aquella Universidad en 1470.
Desde 1476 fue presidente del Consejo Real de Navarra y, por tanto, uno de los cargos más importantes del reino cuando se produce la invasión por las tropas castellano-aragonesas. Reconoció a Fernando el Católico, que le llamaba "mi bienamado consejero" y siguió siendo miembro del Consejo Real hasta su muerte en 1515. 
En 1513 el rey Fernando dictó sentencia por la que adjudicaba los pastos del despoblado de El Real a los vecinos de Sangüesa y de Sos, desconociendo los derechos que decía tener el señor de Javier. Recurrió la sentencia primero al rey, luego a las Cortes y más tarde al propio Consejo Real, sin resultado. Todo ello le produjo un gran disgusto al comprobar la pérdida de su poder político y feudal. Le sucedió su hijo Miguel, que junto a su hermano Juan, llevados probablemente del resentimiento provocado por la privación de los derechos de El Real, decidieron tomar partido en 1516 por Juan de Albret, en su segundo intento de recuperar el reino. Y participaron también en el tercero, que acabó con la derrota del ejército franco-agramontés en Noáin (1521).  

Los hermanos de San Francisco Javier estuvieron en la defensa de Maya y finalmente consiguieron llegar a Fuenterrabía, donde permanecieron hasta su rendición en 1524. Ambos hermanos se acogieron al perdón general otorgado por el Carlos IV de Navarra y I de España, emperador de Alemania, a quien rindieron pleitesía recuperando todas sus propiedades. El castillo y domicilio familiar en Javier, que fue demolido en 1517 por orden del Cardenal Cisneros, fue reconstruido como palacio, una vez perdida su utilidad militar. Finalmente, el linaje de los Jaso acaba fundiéndose con la nobleza castellana. 

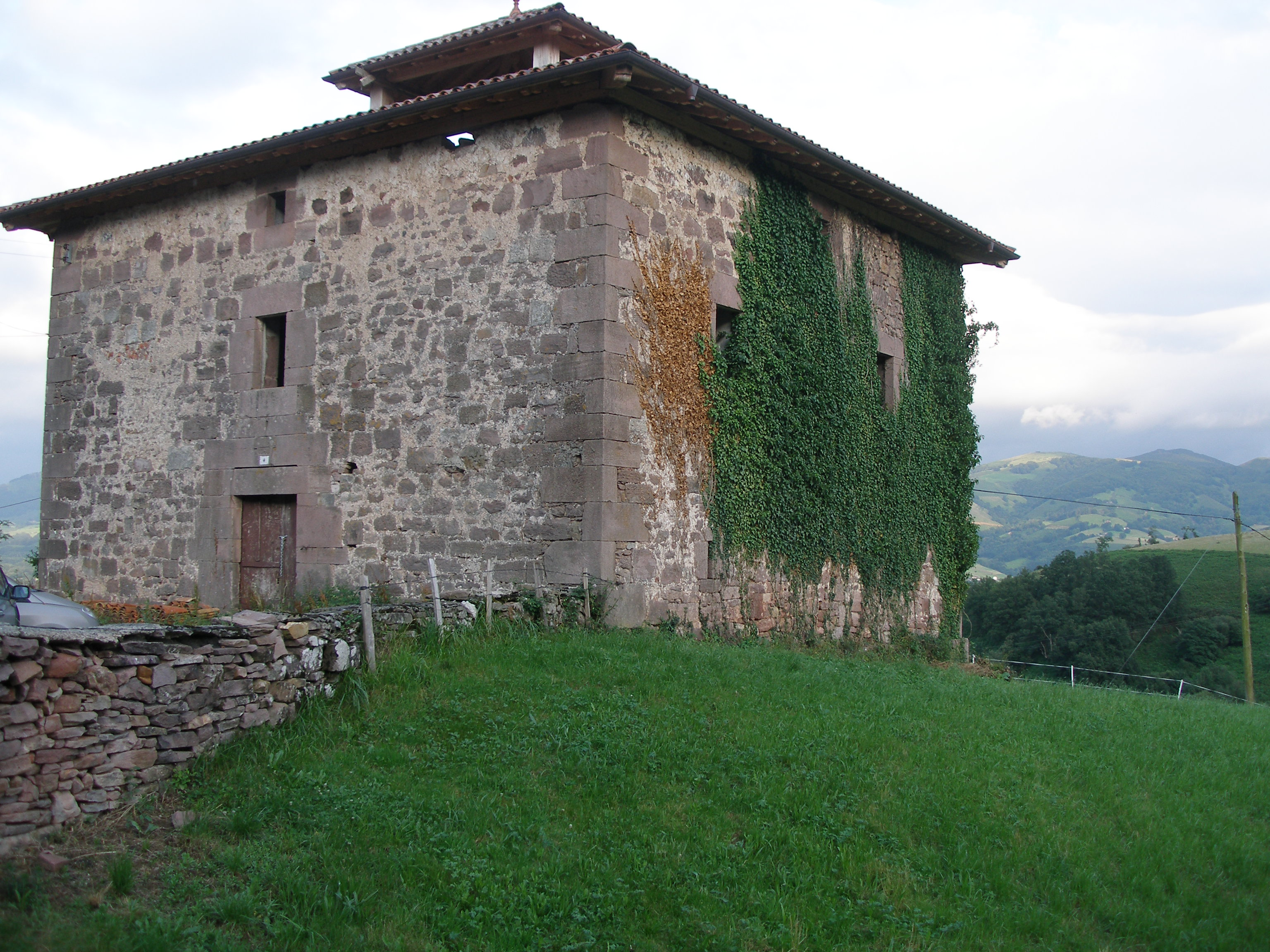
Azpilcueta, origen de parte del linaje María Azpilcueta y Aznárez de Sada, señora de Javier y esposa de Juan de Jasso, señor de Idocin.

## Matrimonio y descendencia
Se casó con María Azpilcueta y Aznárez de Sada, señora de Javier, quien reunía a un importante linaje oriundo del Baztán, asentados en Monreal, Sada (en cuyo palacio de Sos nació el Rey Católico), Barásoain (donde nació Martín de Azpilcueta), Tafalla y Cáseda, entre otras, con el más poderoso de los señores de Javier. Había nacido en la posesión el castillo de Javier de su madre, que también nació allí, y que posteriormente heredaría, así como el palacio de Azpilcueta en 1502, tras la muerte de su madre. María, que en muchas ocasiones firma como María de Javier, se educó en Sangüesa, en el prestigioso Estudio Real.
Fueron padres de seis hijos:
- María de Jasso Azpilcueta.
- Magdalena de Jasso Azpilcueta (hacia 1485- 1533), monja clarisa descalza en Gandía.
- Ana de Jasso Azpilcueta, nacida hacia 1492; abandonó el castillo hacia 1513. Casó con Diego de Ezpeleta, señor de Beire.
- Miguel de Jasso Azpilcueta, más comúnmente como Miguel de Javier (hacia 1495-11-11-1542), señor de Javier, Idocín, etc. En 1521 participó en el intento de reconquistar el reino. Luchando contra el capitán Ignacio de Loyola cuando se atrincheró en el castillo de Pamplona. Posteriormente fue apresado en 1522 en el castillo de Maya. Fue condenado a muerte, pero finalmente tras el perdón de 1524 de Carlos I volvió al castillo de Javier. En 1527 se casó con Isabel de Goñi y Peralta (fallecida en 1561) y tuvieron dos hijos: Miguel (1528-1557) y Ana de Jasso.
- Juan de Jasso Azpilcueta (hacia 1497-?), conocido como “el capitán Juan de Azpilcueta”. Luchó como su hermano en el intento de reconquistar el reino. Se casó en 1528 con Juana Arbizu Sarria y, tras enviudar, con Lucía de Aguirre, y de este matrimonio nacieron Jerónima y Francisco de Azpilcueta.
- Francisco de Jasso Azpilcueta, llamado Francisco de Javier, único nacido en el castillo de Javier, el 7 de abril de 1506. Fue uno de los fundadores de la orden de los Jesuitas en 1540, y un gran misionero, tras partir a la India en 1541 con la corona de Portugal. Murió en la isla de Sanchón de China el 3 de diciembre de 1552.

## Obra
- Crónica de los Reyes de Navarra, escrita en castellano.[15]